# Tellaro (fiume)
Il Tellàro, anticamente chiamato Eloro, è un fiume della Sicilia sud-orientale. Nasce dai Monti Iblei, più precisamente alle falde di Poggio del Lupo e di Monte Loi, nel comune di Palazzolo Acreide, a una quota che va dai 500 ai 600 m s.l.m., e sbocca dopo 48 chilometri, nel Golfo di Noto (Mare Ionio) presso le rovine dell’antica Eloro, sub-colonia di Siracusa fondata nel VII sec. a.C. La portata d’acqua varia di molto durante l’anno: si riduce a ben poco nei mesi estivi (specie in agosto), ma non fino a esaurirsi, almeno nel suo tratto medio-basso; nel periodo autunnale e invernale il fiume spesso si gonfia paurosamente, talvolta esondando, talaltra minacciando o anche portando via qualche ponte.

## Etimologia
Per dimostrare che Eloro e Assinaro designano la stessa entità, Ettore Pais sostenne che Attiddaru fosse «la forma siciliana equivalente all’Ἀσσίναρος (Assínaros) di Tucidide», e diede credito alla tesi di un professore dell’Università di Palermo, Gherardo Fumi, secondo la quale bisognava risalire al greco ἄσις (asis), 'fango'.
Chi rifiutava l’identità di Tellaro con Assinaro propose altre soluzioni; la più seguita fa derivare l'idronomo dalla forma arabo-greca, non documentata, *wādī Ἕλωρος (Éloros), ‘fiume Eloro’. A questa tesi si era già opposto nel 1893 M. Di Martino, che prospettava, invero con scarso successo, una soluzione che si rifà al sostantivo tella, 'collina', seguito dal suffisso -arium.
In opposizione alla soluzione standard è stata presentata ultimamente da Vincenzo Garofalo una proposta che, rifacendosi alla più antica attestazione non contestata dell’idronomo Tellaro, flumen Obdillarii (1288), risale a un *flumen Abdullahrii ‘fiume del figlio o del seguace di Abdullah’, cioè 'di Maometto figlio di Abdullah': in conclusione “fiume di Maometto o maomettano”.

## Storia

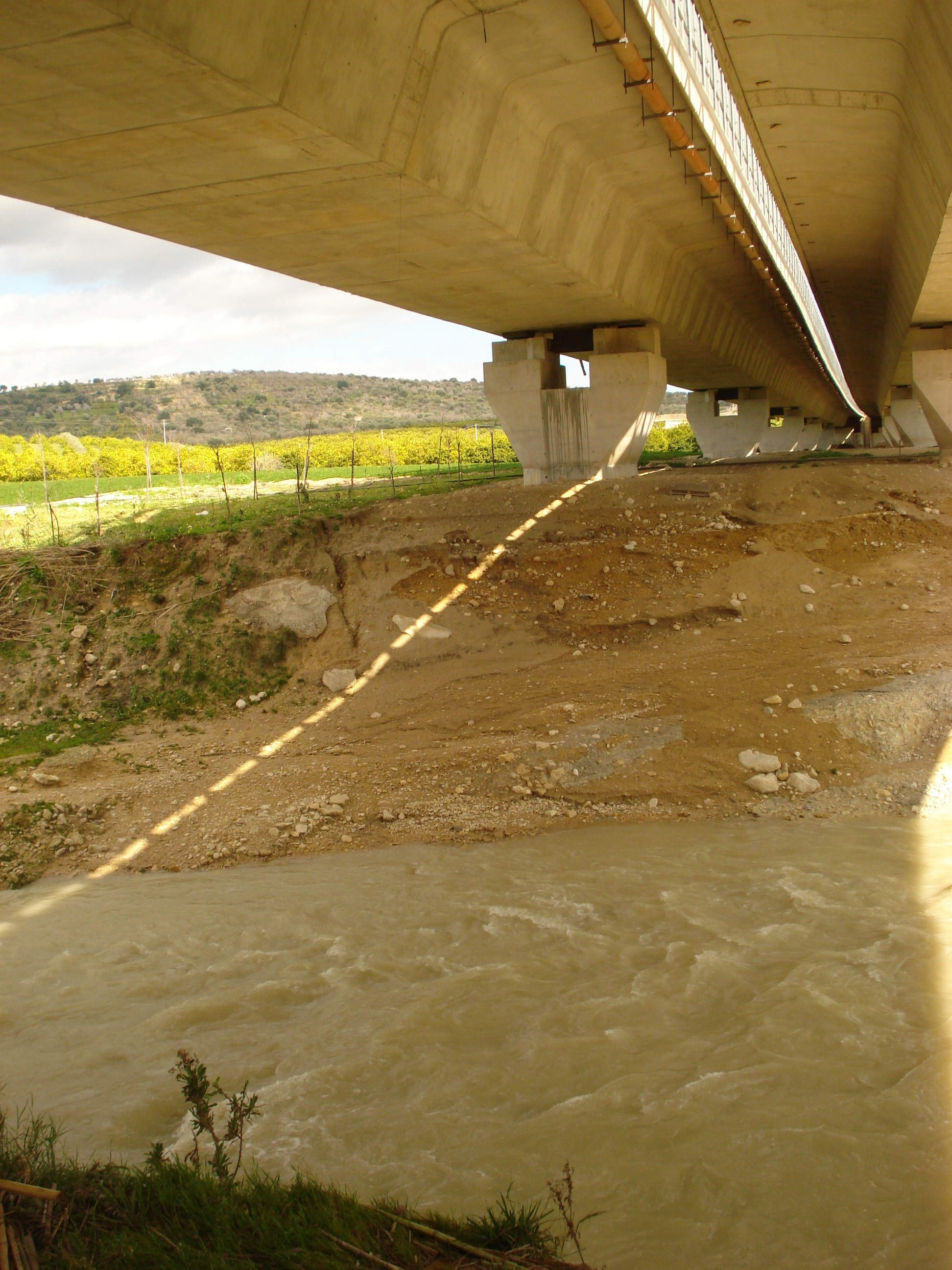
Passo di Miele, dove è probabile sia avvenuta la disfatta ateniese (413 a.C.) ad opera dei Siracusani. Il ponte è quello dell'autostrada A18

Il fiume viene citato da diversi autori come Erodoto, Pindaro, Scilace, Licofrone, Diodoro Siculo, Virgilio e 'al-Idrisi. Nel 493 a.C. a un guado di questo fiume - l’Areas poros di Pindaro, ‘il Passo della Minaccia’ - Ippocrate di Gela sconfisse l'esercito siracusano, mentre nel 413 a.C. È probabile che allo stesso guado si sia completata ad opera dei Siracusani la disfatta del corpo di spedizione ateniese in Sicilia nella battaglia dell'Assinaro, come ci riferisce Tucidide nel libro VII delle sue Storie: probabilmente e non certamente, perché lo storico ateniese non parla di Eloro ma, appunto, di Assinaro.
Nel corso di uno dei suoi viaggi, Vivant Denon (Voyage en Sicile, 1788) scrive:
Da mezzo secolo in qua la situazione è cambiata bruscamente a causa delle numerose (e spesso abusive) trivellazioni a scopi agricoli e delle captazioni alla fonte per usi civici. Come conseguenza alcune sorgenti si sono disseccate e altre si sono ridotte al lumicino, perciò nella stagione secca la portata complessiva del fiume si è sensibilmente ridotta.

## Il fiume

### Il percorso
La sua vallata (l’Heloria Tempe di Ovidio) segna il confine naturale tra le province di Siracusa e Ragusa, mentre in epoca greca separava la zona d’influenza di Siracusa da quella di Kamarina e di Gela. Sul versante est-nordest è delimitata da una bastionata di ripide alture che l’accompagnano da Palazzolo Acreide fino, si può dire, al mare, seppure attenuando gradualmente la loro elevazione; sul versante ovest si allarga considerevolmente senza bruschi salti altimetrici in territorio di Rosolini e Modica, tranne nella parte iniziale in direzione di Giarratana e di San Giacomo; nella sua parte mediana è incisa da frequenti e profonde cave naturali. La vallata del Tellaro un tempo aveva una folta vegetazione costituita da boschi di querce. Oggi rimangono solo esemplari sparsi qua e là di roverella o cerro nelle zone più inaccessibili.

### Affluenti
Durante il suo corso, che è rapido nella sua parte medio-superiore ma lento e a tratti ristagnante in quella inferiore, esso riceve le acque, spesso solo stagionali, di un discreto numero di affluenti, tra grandi e piccoli. I maggiori di essi provengono da destra, mentre da sinistra ne confluiscono solo di molto brevi, seppure numerosi e spesso alimentati da sorgenti perenni. Fra i tributari di destra c'è il Torrente Tellesimo, Cava del Cugno, Cava Pirainito, Vallone Stafenna (che raccoglie le acque di Cava Candelaro o Palombieri e di Cava Granati o Cava Grande) e Saia Randeci. Tra i secondi c'è Fosso di Mastica, Fiume Bianco, Cava Gaetani, Cava Molino, Cava della Signora, Vallone d’Angelo e Vito, Valle Battali, Cava Fonda e Torrente S. Nicola.

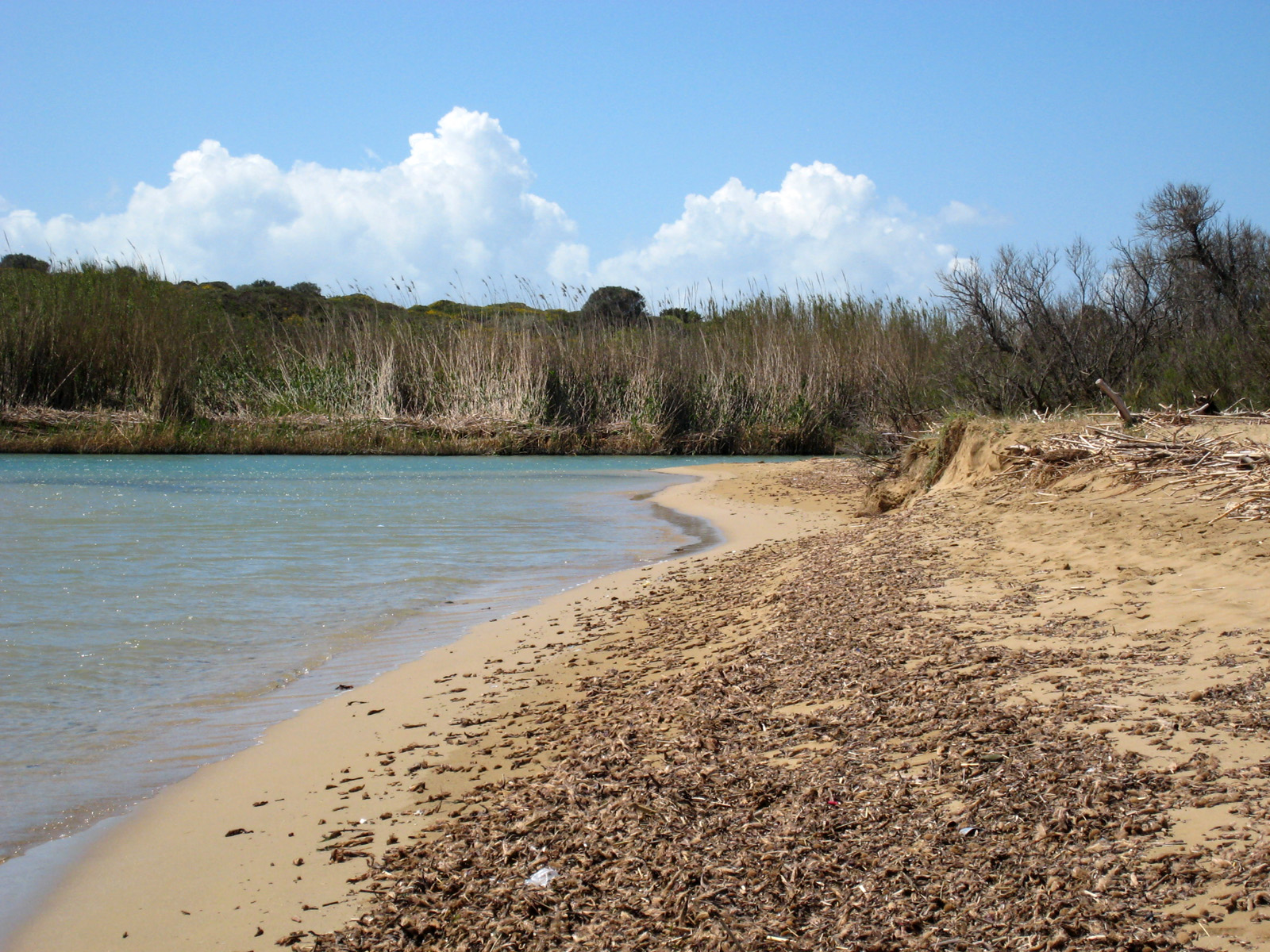
La foce del Tellaro nella spiaggia di Eloro

### Foce
A una decina di chilometri dalla foce, e fino al mare, il fiume scorre attraverso un’ampia e fertile pianura alluvionale, bonificata e liberata dalla malaria nella prima metà del secolo scorso. L'area della foce è sede di importanti resti archeologici, non ancora del tutto riportati alla luce, dell'antica Eloro. A pochi chilometri, in territorio di Noto, si trova la Villa Romana del Tellaro, una ricca residenza extraurbana della tarda età imperiale romana. A sud della foce si trova l'oasi naturalistica di Vendicari.

### Geologia del territorio
Per quanto riguarda la geologia, semplificando più del consentito: "Il fiume attraversa terreni ascrivibili alla Formazione Tellaro (Tortoriano) che sono, in massima parte, rappresentati da calcareniti grigio chiaro, più o meno marnosi e da marne grigio giallastre in alternanza con calcari duri".

## Galleria d'immagini

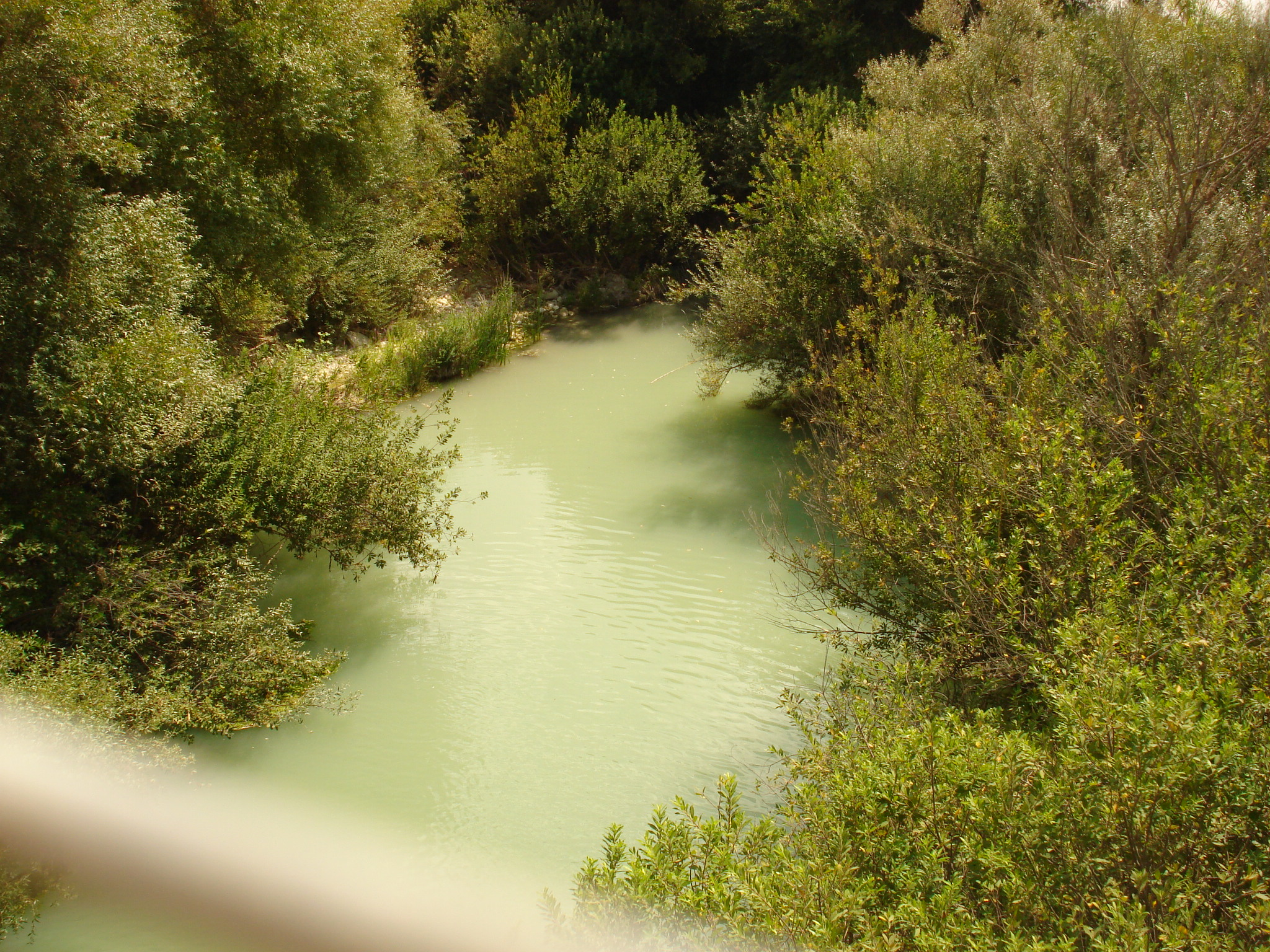
Il Tellaro dal ponte della SS 115
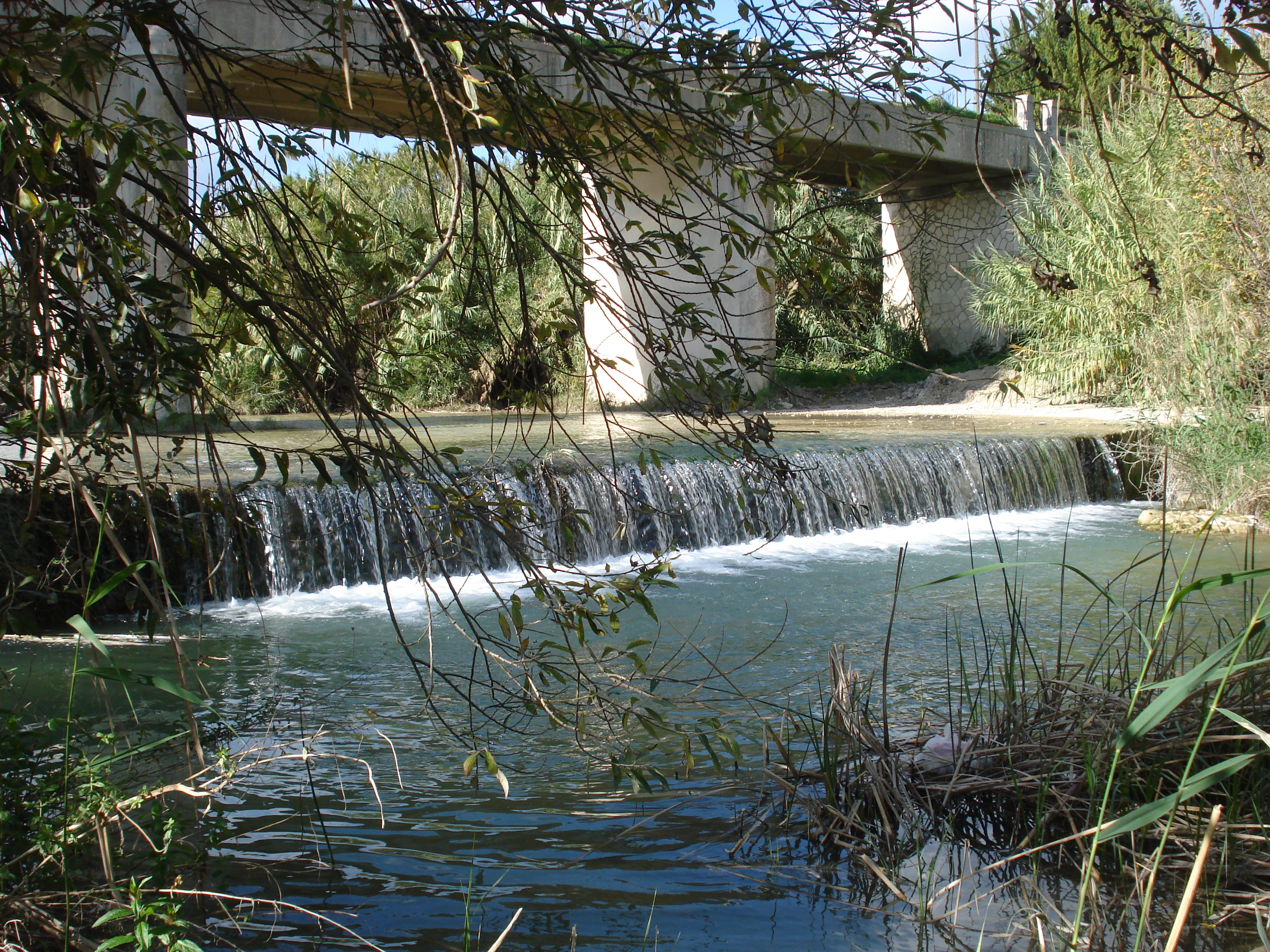
Il Tellaro al ponte San Paolo (territorio di Noto).
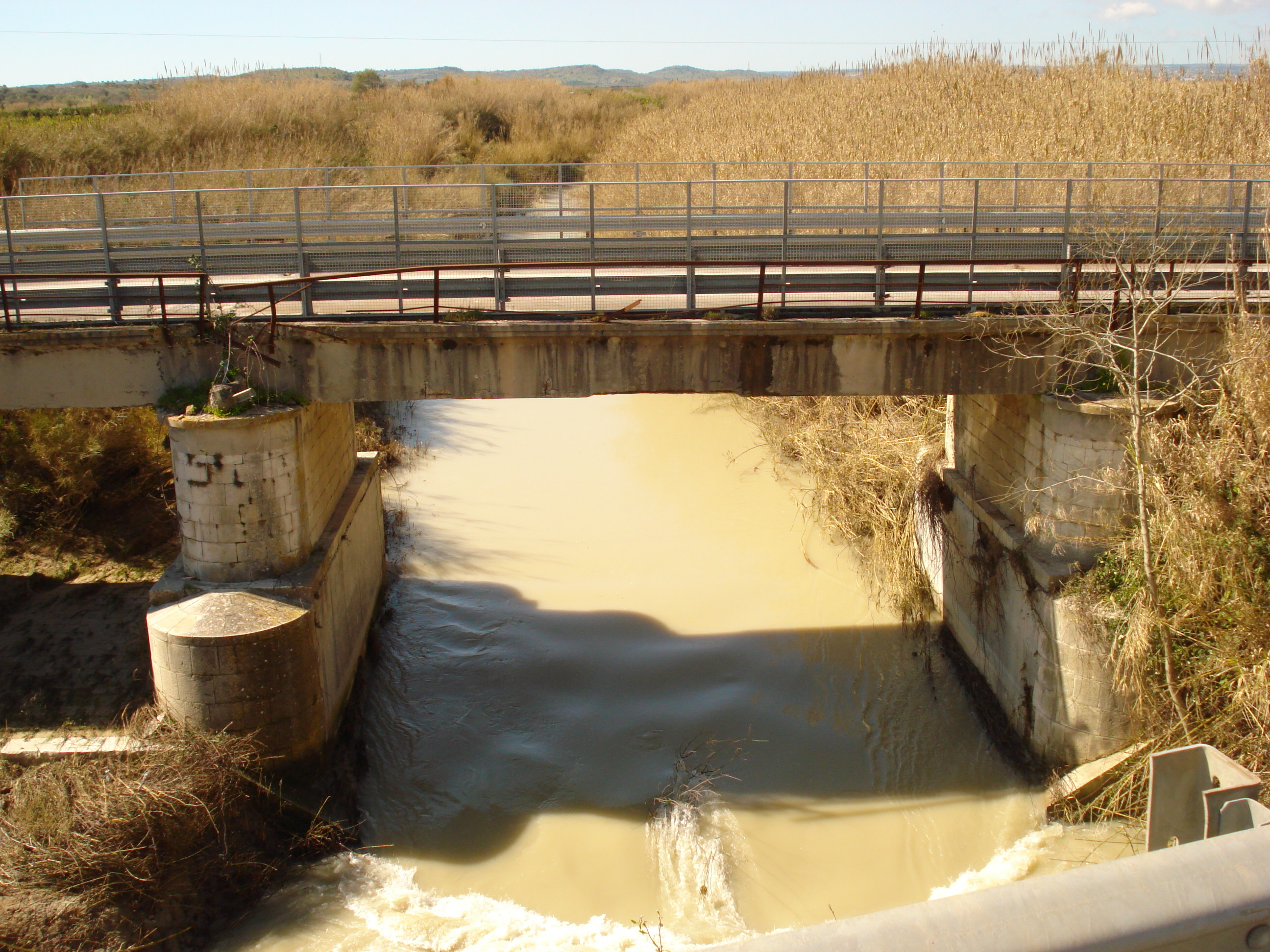
Il Tellaro al ponte sulla provinciale Noto-Pachino.
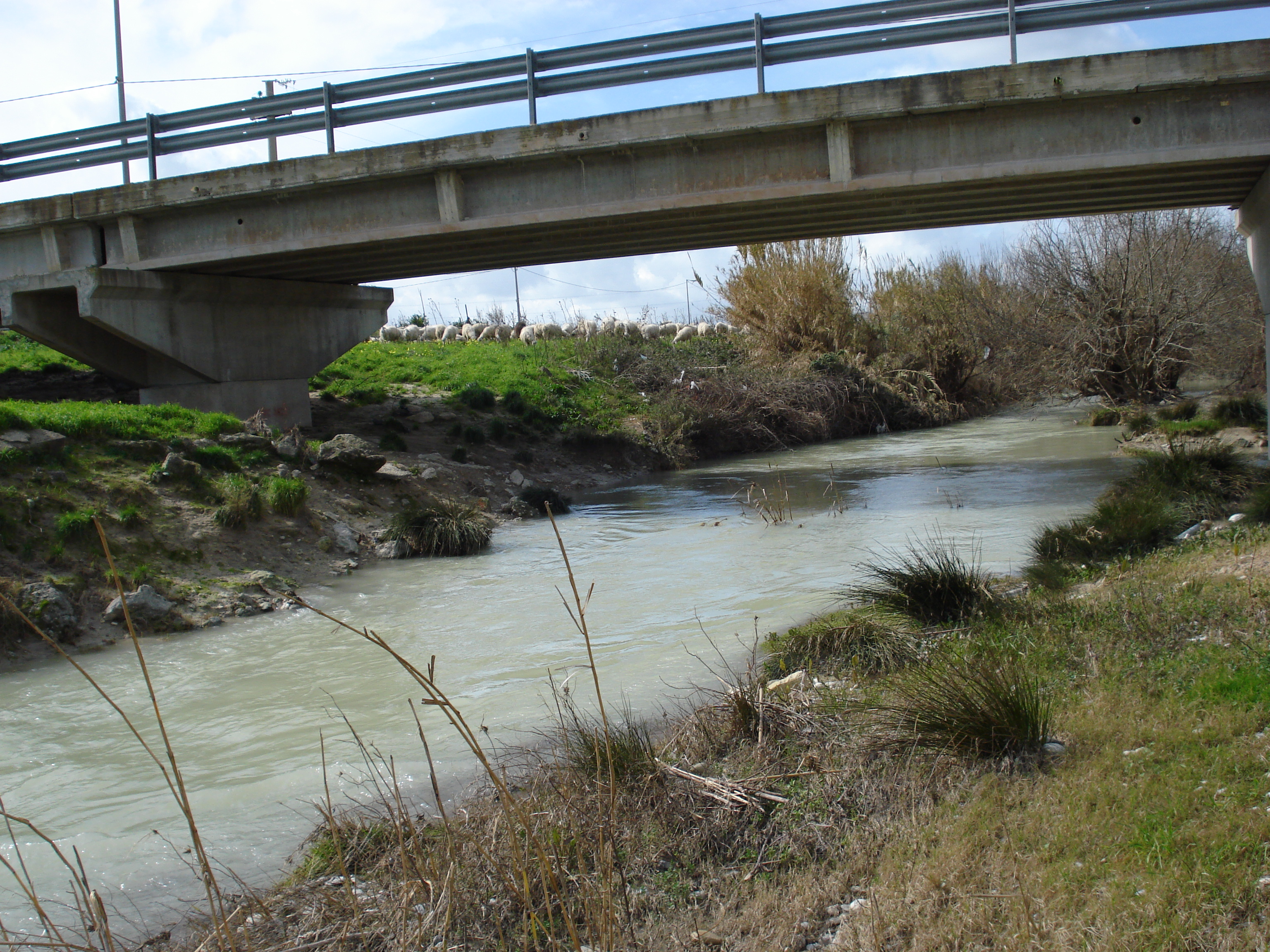
Il Tellaro al ponte Bucachemi, sulla SP 31 (SR), a circa 5 km dalla foce.